# Matthew Hoopes
Matthew Hoopes is een Amerikaans gitarist van de band Relient K. In verschillende nummers doet hij ook achtergrondzang. Matthew Hoopes was getrouwd met de dochter van een van hun producers Mark Lee Townsend, gitarist en songwriter van de band dc Talk, maar is nu gescheiden.

## Biografie
Samen met Matthew Thiessen en Brian Pittman is hij een van de oprichters van Relient K. Toen Thiessen meer piano begon te spelen werd Hoopes de belangrijkste gitarist van de band. Naast Relient K heeft hij backing vocals ingezongen voor 'Matthew Thiessen and the Earthquakes' en is gastgitarist geweest van de band My Red Hot Nightmare. Tegenwoordig leert hij lap steel gitaar, dat waarschijnlijk voor de band gebruikt gaat worden.